# Famille Johann Strauss

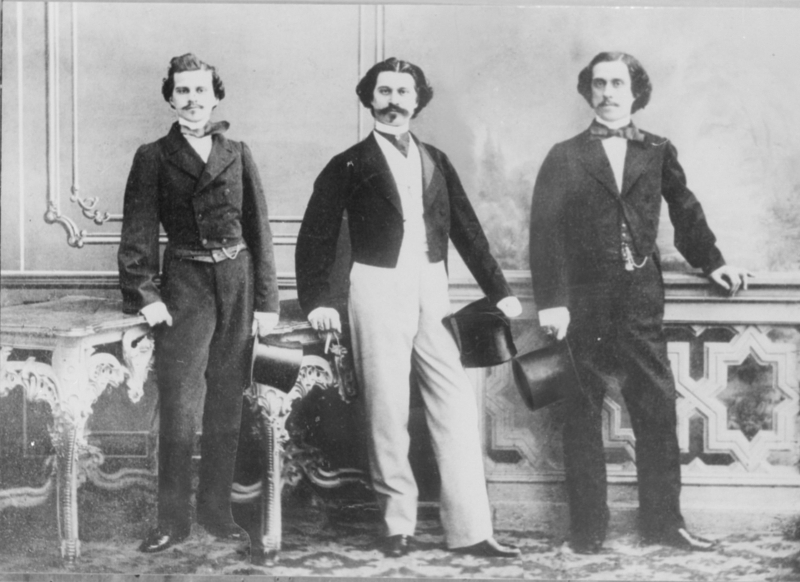
Éduard, Josef et Johann

La famille Strauss est une famille viennoise
qui a donné de nombreux musiciens compositeurs de valse.

## Principaux membres
- Johann Strauss I père (1804–1849)
- Johann Strauss II fils, 1er fils (1825–1899), qui est le plus connu
- Josef Strauss (1827-1870), 2e fils
- Eduard Strauss (1835-1916), 4e fils
- Johann Strauss III (1866-1939), fils d'Eduard Strauss
- Eduard Strauss II (1910-1969), petit-fils d'Eduard Strauss, neveu de Johann III

## Autres musiciens non rattachés à cette famille
- Christophe Strauss (vers 1580–1631), compositeur autrichien
- Franz Strauss, père de Richard Strauss et musicien
- Isaac Strauss 1806–1888, compositeur et chef d'orchestre français
- Michel Strauss (1951-), violoncelliste français
- Richard Strauss (1864–1949), compositeur allemand
- Oscar Straus (1870–1954), compositeur autrichien d'opérettes